# Oh Ye-jin
Oh Ye-jin (n. 10 mai 2005, Jeju, Coreea de Sud) este o trăgătoare de tir ce a reprezentat Coreea de Sud, medaliată olimpică. A participat la o ediție a Jocurilor Olimpice (2024) în care a câștigat o medalie de aur.